# Thiseltonia
Thiseltonia is een geslacht uit de composietenfamilie (Asteraceae). De soorten komen voor in West-Australië.

## Soorten
- Thiseltonia dyeri Hemsl.
- Thiseltonia gracillima (F.Muell. & Tate) Paul G.Wilson